# Quận Wayne, Michigan
Quận Wayne một quận thuộc tiểu bang Michigan, Hoa Kỳ. Quận lỵ đóng ở Detroit6. Theo điều tra dân số năm 2000 của Cục điều tra dân số Hoa Kỳ năm 2000, quận có dân số 2.061.162 người, ước tính ngày 1/7/2009 dân số là 1.925.848 người, là quận đông dân thứ 13 ở Hoa Kỳ.

## Địa lý
Theo Cục điều tra dân số Hoa Kỳ, quận có diện tích  1591 km2, trong đó có 150 km2 là diện tích mặt nước.

### Quận giáp ranh
- Quận Washtenaw  (tây)
- Quận Monroe  (nam)
- Quận Macomb  (đông bắc)
- Quận Oakland  (tây bắc)
- Quận Essex, Ontario (đông)
- Quận Lambton, Ontario (đông bắc, giáp qua mặt nước tại Walpole Island 46 Indian Reserve ở Lake St. Clair)

## Thông tin nhân khẩu
Theo điều tra dân số 2 năm 2000, quận đã có dân số 2.061.162 người, 768.440 hộ gia đình, và 511.781 gia đình sống trong quận hạt. Mật độ dân số là 3.356 người trên một dặm vuông (1.296 / km ²). Có 826.145 đơn vị nhà ở mật độ trung bình của 1.345 trên một dặm vuông (519/km ²). Cơ cấu chủng tộc của quận có 51,70% người da trắng, 42,16% da đen hay Mỹ gốc Phi, 0,37% người Mỹ bản xứ, 1,70% châu Á, Thái Bình Dương 0,02%, 1,55% từ các chủng tộc khác, và 2,49% từ hai hoặc nhiều chủng tộc. 3,75% dân số là người Hispanic hay Latino thuộc một chủng tộc nào.
8,5% là người gốc Đức, gốc Ba Lan 8,0% và 5,7% gốc Ailen theo điều tra dân số năm 2000. 89,3% nói tiếng Anh, tiếng Tây Ban Nha 3,2% và 2,4% tiếng Ả Rập là ngôn ngữ đầu tiên của họ.
Ba nhóm người Mỹ bản địa đã có hơn 1000 người ở quận Wayne vào năm 2000, bao gồm 1.015 người Iroquois, bao gồm ít nhất là trong các thành viên của tất cả sáu bộ tộc, và Chippewa hoặc Ojibwa số 2.041. Các thành viên người Cherokee đã được các nhóm đông đảo nhất của người Mỹ bản địa ở quận Wayne, như trong hầu hết các khu vực khác của nước Mỹ, với 4.127 người.
Có tám nhóm người châu Á đã được xác định là có hơn 1000 ở quận Wayne. Đứng đầu là 15.856 người Ấn Độ, người Hoa đứng thứ hai với 5879 người, sau đó là người Philippines, với con số 5480, có 2478 người Hàn Quốc, có 2238 người Bangladesh, tiếp đến Nhật Bản với con số 2025 người, người Hmongs có 1927 người, người Pakistan và người Việt có con số tương ứng là 1887 và 1684 người.
Có 768.440 hộ, trong đó 32,80% có trẻ em dưới 18 tuổi sống chung với họ, 40,70% là đôi vợ chồng sống với nhau, 20,60% có nữ hộ và không có chồng, và 33,40% là các gia đình không. 28,30% hộ gia đình đã được tạo ra từ các cá nhân và 10,00% có người sống một mình 65 tuổi hoặc lớn tuổi hơn là người. Cỡ hộ trung bình là 2,64 và cỡ gia đình trung bình là 3,26.
Trong quận, độ tuổi dân số được trải ra với 28,00% dưới độ tuổi 18, 8,70% 18-24, 30,30% 25-44, 20,90% từ 45 đến 64, và 12,10% từ 65 tuổi trở lên người. Độ tuổi trung bình là 34 năm. Đối với mỗi 100 nữ có 92,20 nam giới. Đối với mỗi 100 nữ 18 tuổi trở lên, đã có 88,10 nam giới.
Thu nhập trung bình cho một hộ gia đình trong quận đã được 40.776 Mỹ kim, và thu nhập trung bình cho một gia đình là $ 48.805. Phái nam có thu nhập trung bình $ 42.392 so với 29.027 $ cho phái nữ. Thu nhập bình quân đầu người đạt 20.058 USD. Có 12,70% gia đình và 16,40% dân số sống dưới mức nghèo khổ, bao gồm 23,00% những người dưới 18 tuổi và 11,30% của những người 65 tuổi hoặc hơn.